# Ernst Heubach (Puppenhersteller)

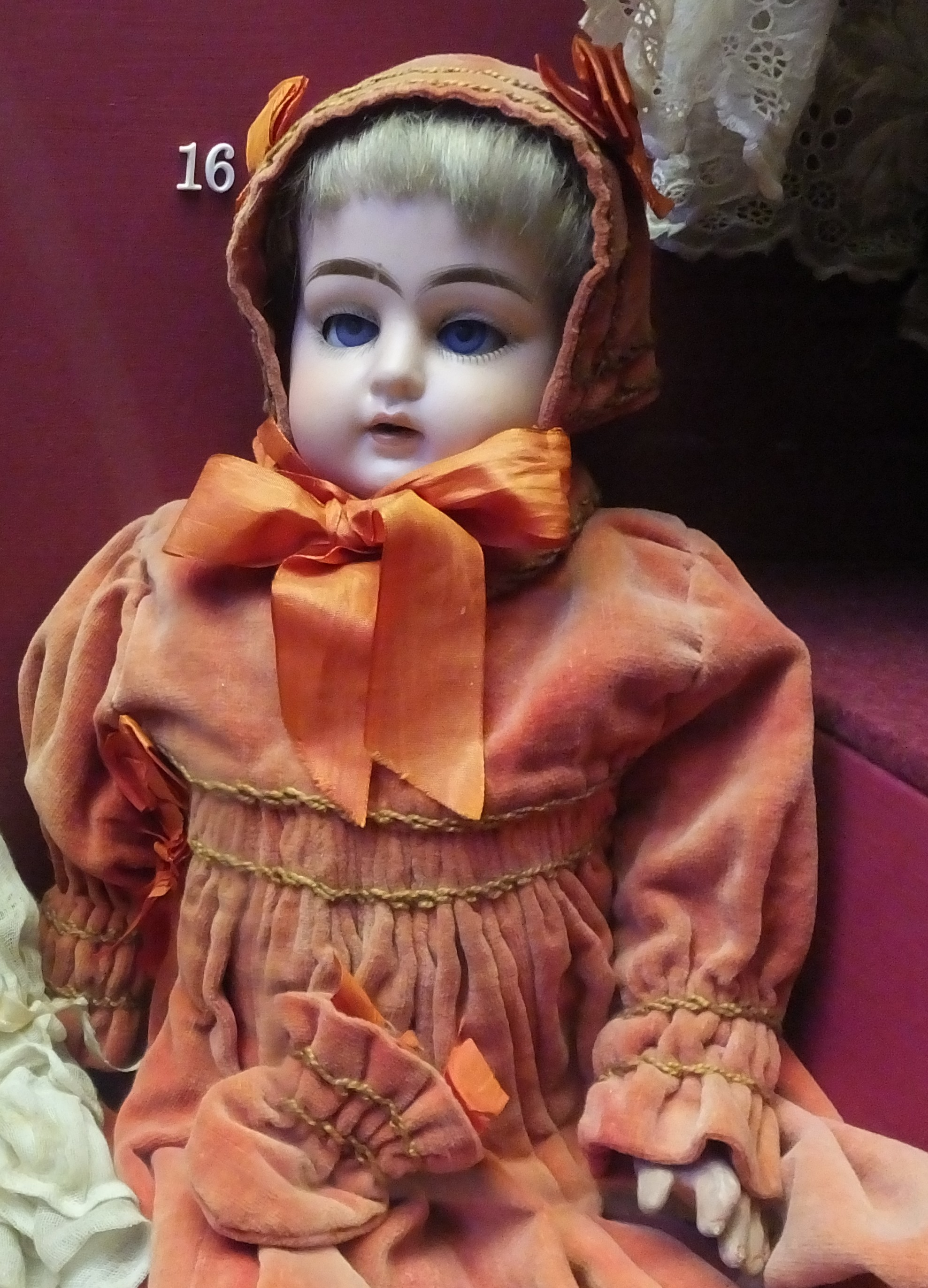
Biskuitporzellankopfpuppe auf bekleidetem Körper aus Kompositionsmasse;
Foto aus der Puppensammlung des Guildhall Museum in Rochester, England

Ernst Heubach (EH) oder Heubach Köppelsdorf war eine 1887 im thüringischen Köppelsdorf gegründete Porzellan-Manufaktur.

## Geschichte
Die Firma wurde 1887 von Ernst Heubach in Köppelsdorf Nr. 1 gegründet. Die Köppelsdorfer Porzellanfabrik Ernst Heubach produzierte Puppen-Köpfe und -Arme aus Biskuitporzellan, Porzellanwalzen für Walzenstühle und Porzellan-Artikel für den elektrotechnischen Bedarf. Nach 1910 spezialisierte Ernst Heubach das Unternehmen auf den Entwurf und die Herstellung von Charakterpuppen. Dazu zählten auch die seinerzeit sogenannten Negerpuppen. Heubach produzierte zudem Köpfe für andere Puppenhersteller wie zum Beispiel Adolf Wislizenus, Gebrüder Ohlhaver, Cuno & Otto Dressel oder Luge & Co.
Nach dem Ersten Weltkrieg fusionierte Ernst Heubach mit Armand Marseille im Jahr 1919 unter dem neuen Namen United Porcelain Factory of Köppelsdorf oder Vereinigte Köppelsdorfer Porzellanfabrik vorm Armand Marseille and Ernst Heubach. Die Partnerschaft der beiden Unternehmen endete im Jahr 1932.
Bei Bombardierungen der Stadt Sonneberg am 14. Februar 1945 war auch das Unternehmen Heubach betroffen. Am 31. Juli 1945
wurde der Fabrikbesitzer Ernst Heubach, der seit 1937 NSDAP-Mitglied und außerdem SS-Oberscharführer war, in Köppelsdorf von der sowjetischen Besatzungsmacht festgenommen. Am 18. September 1945 wurde er aufgrund Ukaz 43 vom Sowjetischen Militärtribunal der 8. Gardearmee wegen Verhöhnung von Kriegsgefangenen, die in seiner Fabrik arbeiten mussten, zum Tode verurteilt. Das Urteil wurde am 29. September 1945 durch Erschießen vollstreckt.
1951 wurde das Unternehmen verstaatlicht und mit den Unternehmen Hering in Köppelsdorf, Rauschert in Hüttensteinach und Bernhardtshütte in Blechhammer zu den Vereinigten Porzellanfabriken Köppelsdorf zusammengeschlossen, ab 1954 bis 1964 VEB Vereinigte Porzellanwerke Köppelsdorf, danach Zusammenlegung mit dem VEB Keramische Werke Neuhaus-Schierschnitz zum VEB Elektrokeramische Werke Sonneberg.

## Markungen und Formnummern
Frühe Schulterköpfe von Ernst Heubach wurden mit einem Hufeisen und dem Produktionsjahr, mitunter mit DEP. für „Deposeé“ (= „Schutzmarke“, „gesetzlich geschützt“) markiert. Zudem werden dem Unternehmen folgende Formnummern zugeschrieben: 219, 235, 236, 237, 238, 241, 242, 250, 251, 252, 259, 260, 261, 262, 263, 264, 266, 267, 268, 269, 271, 274, 275, 276, 281, 282, 283, 284, 289, 291, 292, 300, 301, 302, 312, 313, 317, 320, 321, 323, 334, 339, 340, 341, 342, 344, 345, 348, 349, 350, 399, 400, 406, 407, 414, 418, 427, 437, 438, 439, 444, 445, 448, 450, 451, 452, 458, 459, 463, 471 sowie 480.
Außerdem sind Markungen mit dem Buchstaben H zwischen Ziffern oder in einer Fahne bekannt, außerdem E . H . und der Begriff Germany als Hinweis auf den Export sowie D.R.G.M..

## Literatur

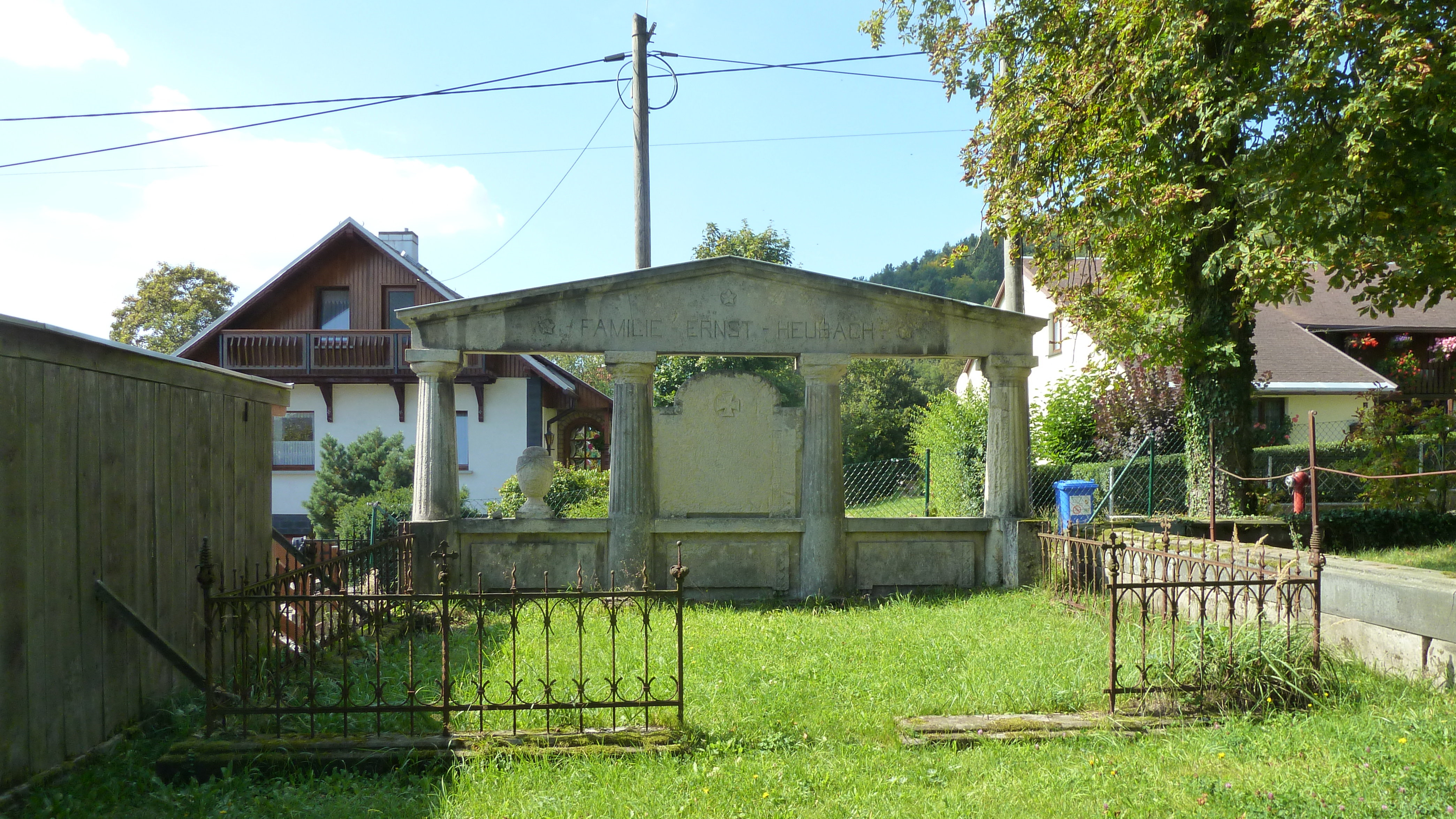
Grabmal der Familie von Ernst Heubach auf dem Friedhof in Köppelsdorf